# Jørgen Lenger
Jørgen Lenger (født 17. juni 1953 i Frederikshavn) er udviklingschef i Muskelsvindfonden og forhenværende folketingsmedlem for Venstresocialisterne (VS) og senere Socialistisk Folkeparti.
Lenger blev matematisk student fra Frederikshavn Gymnasium i 1972 og arbejdede i socialforvaltningen i Aarhus Kommune fra 1975.
Han begyndte sin politiske karriere i Aarhus Byråd, hvortil han blev valgt for Venstresocialisterne i 1978. Han sad frem til 1985. Ved valget i 1984 blev han medlem af Folketinget i Århus Amtskreds med et stort personligt stemmetal, og repræsenterede frem til 1986 VS. I 1985 blev hans parlamentariske immunitet ophævet, fordi han – tillige med Anne Grete Holmsgaard, Keld Albrechtsen og Steen Tinning – havde brudt tavshedspligten og skulle sigtes for dette forhold. De fire politikere blev i Østre Landsret idømt 50 dagbøder for overtrædelse af straffeloven. Samme år havde Lenger stillet spørgsmål til justitsminister Erik Ninn-Hansen om den for mordeftersøgte Søren Kams rejser til Danmark. Lenger var den første danske politiker, der tog politiske initiativer til at bekæmpe sygdommen AIDS.
Han forlod partiet sammen med Anne Grete Holmsgaard og gik i 1987 – også sammen med hende – ind i SF. Samme år forlod han imidlertid politik og blev udviklingschef i Muskelsvindfonden. I 1993 meldte han sig ud af SF. Han har været medlem af Det Centrale Handicapråd, Patientskadeankenævnet og Ankestyrelsen efter indstilling fra Danske Handicaporganisationer og af Patientklagenævnet efter indstilling fra Amtsrådsforeningen. 
Lenger har desuden været medlem af Lokalnævnet for politiets virksomhed i Aarhus. I 2009 modtog han Vanførefondens Opmuntringspris på 25.000 kr.